# Lijst van voetbalinterlands Dominica - Grenada
Deze lijst van voetbalinterlands is een overzicht van alle officiële voetbalwedstrijden tussen de nationale teams van Dominica en Grenada. De landen speelden tot op heden vier keer tegen elkaar. De eerste ontmoeting, een vriendschappelijke wedstrijd, werd gespeeld in Saint George's op 12 maart 2001. Het laatste duel, eveneens een vriendschappelijke wedstrijd, vond plaats op 29 juni 2017 in de Grenadiaanse hoofdstad.

## Wedstrijden
| № | Plaats         | Datum         | Competitie        | Wedstrijd          | Uitslag |
| - | -------------- | ------------- | ----------------- | ------------------ | ------- |
| 1 | Saint George's | 12 maart 2001 | Vriendschappelijk | Grenada – Dominica | 8 – 3   |
| 2 | Roseau         | 4 mei 2014    | Vriendschappelijk | Dominica – Grenada | 3 – 5   |
| 3 | Vieux-Fort     | 14 mei 2015   | Vriendschappelijk | Grenada − Dominica | 1 − 2   |
| 4 | Saint George's | 29 juni 2017  | Vriendschappelijk | Grenada − Dominica | 1 − 1   |

## Samenvatting
| Competitie        | Totaal gespeeld | Winst Dominica | Gelijk | Winst Grenada | Doelsaldo Dominica – Grenada |
| ----------------- | --------------- | -------------- | ------ | ------------- | ---------------------------- |
| Vriendschappelijk | 4               | 1              | 1      | 2             | 9 − 15                       |
| Totaal            | 4               | 1              | 1      | 2             | 9 − 15                       |

DFA · 
Vrouwenvoetbalelftal van Dominica
Interlands
Tegenstander:
Amerikaanse Maagdeneilanden ·
Anguilla ·
Antigua en Barbuda ·
Aruba ·
Bahama's ·
Barbados ·
Bermuda ·
Britse Maagdeneilanden ·
Canada ·
Cuba ·
Dominicaanse Republiek ·
Grenada ·
Guatemala ·
Guyana ·
Haïti ·
Jamaica ·
Mexico ·
Nicaragua ·
Panama ·
Saint Kitts en Nevis ·
Saint Lucia ·
Saint Vincent en de Grenadines ·
Suriname ·
Trinidad en Tobago ·
Turks- en Caicoseilanden
GFA · A-internationals · Bondscoaches · Statistieken · Grenediaans vrouwenelftal · Olympisch elftal
1978 – 1989 · 
1990 – 1999 · 
2000 – 2009 · 
2010 – 2019 ·
2020 − 2029
CGC 2009 · 
CGC 2011 ·
CGC 2021
Amerikaanse Maagdeneilanden ·
Andorra ·
Anguilla ·
Antigua en Barbuda ·
Aruba ·
Barbados ·
Belize ·
Bermuda ·
Britse Maagdeneilanden ·
Costa Rica ·
Cuba ·
Curaçao ·
Dominica ·
El Salvador ·
Gibraltar ·
Guatemala ·
Guyana ·
Haïti ·
Honduras ·
Jamaica ·
Kaaimaneilanden ·
Montserrat ·
Nederlandse Antillen ·
Noorwegen ·
Panama ·
Puerto Rico ·
Qatar ·
Rusland ·
Saint Kitts en Nevis ·
Saint Lucia ·
Saint Vincent en de Grenadines ·
Suriname ·
Taiwan ·
Trinidad en Tobago ·
Verenigde Staten